# Ocnogyna sordida
Ocnogyna sordida là một loài bướm đêm thuộc phân họ Arctiinae, họ Erebidae.